# Anaïs Bret
Anaïs Bret (* 1980) ist eine ehemalige französische Schauspielerin. Sie wurde als Kinderdarstellerin bekannt.
Ihr Filmdebüt gab sie im Alter von sechs Jahren in dem 1986 gedrehten Spielfilm Die Flüchtigen an der Seite von Pierre Richard und Gérard Depardieu. In ihrer Filmrolle als Jeanne spielte sie die traumatisierte Tochter eines tollpatschig-liebenswürdigen Bankräubers und war damit in Frankreich erfolgreich.
Ihre einzige weitere Rolle war im Jahr 1988 in dem französischen Kurzfilm Un arbre de Noël pour deux. Seitdem ist sie als Schauspielerin nicht mehr aktiv. Bret ist nach ihrer Filmkarriere Lehrerin für Physik und Chemie geworden.